# Li Feng (Cao Wei)
|  | Per altres persones anomenades igual, vegeu Li Feng. |

En aquest nom xinès, el cognom és Li.
Li Feng (mort el 254), style name Anguo (安國), va ser un oficial administratiu de l'estat de Cao Wei durant el període dels Tres Regnes de la història xinesa. Ell era un funcionari de confiança de l'emperador Cao Fang, i no va voler seguir els desitjos del regent Sima Shi. Colèric respecte a això, Sima el va matar falsament acusant-lo de traïció i també en va anihilar al seu clan.